# Fumane
Fumane és un comune (municipi) de la província de Verona, a la regió italiana del Vèneto, situat a uns 110 quilòmetres a l'oest de Venècia i a uns 15 quilòmetres al nord-oest de Verona.
A 1 de gener de 2020 la seva població era de 4.115 habitants.
Fumane limita amb els següents municipis: Dolcè, Marano di Valpolicella, San Pietro in Cariano, Sant'Ambrogio di Valpolicella i Sant'Anna d'Alfaedo.